# Joseph Schooling
Joseph Isaac Schooling (Szingapúr, 1995. június 16. –) olimpiai bajnok szingapúri úszó. Szingapúr történetének első olimpiai bajnoka lett, amikor a 2016-os olimpián megnyerte a 100 méteres pillangóúszás döntőjét. 50,39-es ideje országos, ázsiai és olimpiai rekord is a versenytávon.  
Austinban, a Texas Egyetemen diplomázott és tagja volt az iskola úszócsapatának, ahol Eddie Reese irányítása alatt készült fel a versenyeire. Olimpián 2012-ben vett részt először, miután az előző évben megnyerte a 200 méteres pillangóúszás döntőjét a Délkelet-ázsiai Játékokon.

## Sportpályafutása
Karrierjének korai szakaszában Schoolingot ausztrál úszóedzők készítették fel a versenyekre a Monash Egyetem felügyelete alatt, a szingapúri Sporttanács programjának keretén belül.
A 2011. évi délkelet-ázsiai játékokon a 200 méteres pillangóúszás döntőjében 1:56,67-es győztes idejével megúszta az olimpiai részvételhez szükséges A-szintet és kvalifikálta magát a 2012-es londoni olimpiára. Ott a selejtezőfutamát megelőzően a versenybírók nem engedélyezték az úszósapkájának és védőszemüvegének használatát, aminek következtében néhány perccel a futama előtt újat kellett keresnie, és ez hatással volt teljesítményére, amivel nem tudott továbbjutni az elődöntős futamba.
Glasgowban, a 2014-es Nemzetközösségi játékokon 100 méteres pillangóúszásban ezüstérmet nyert, hazájából elsőként a játékok sportági történetében.
A 2014-es Ázsia-játékokon a 100 méteres pillangóúszás döntőjében 51,76-os idejével új Ázsia-rekordot úszott. Szingapúr 1982 óta először nyert aranyérmet az eseményen. Korábban a 200 méteres pillangóúszás döntőjében bronzérmet nyert, 24 év után az első érmet szerezve hazájának.
2015-ben Szingapúrban rendezték a Délkelet-ázsiai Játékokat, ahol Schooling hat aranyérmet nyert egyéni számokban, a szingapúri váltóval pedig további hármat. Az 50 méteres pillangóúszás döntőjében megdöntötte Ang Peng Siong 1982 -ben felállított országos csúcsát.
A 2015-ös úszó-világbajnokságon a 100 méteres pillangóúszás	döntőjében bronzérmet szerzett és 50 méteren, valamint 100 méteren is új Ázsia-rekordot úszott. Ez volt a világbajnokságokon Szingapúr első érme.
A 2016-os olimpián augusztus 12-én 100 méteres pillangóúszásban nyert aranyérmet 50,39-es időt úszva. Ezzel új olimpiai rekordot ért el, Michael Phelps korábbi csúcsát megdöntve, és megszerezte Szingapúr első olimpiai bajnoki címét. 
Egy nappal korábban az elődöntőben 50,83 másodpercet úszott, ami új országos és ázsiai rekordnak számított. Ezt az időt javította tovább a másnapi fináléban.
A Szingapúri Nemzeti Olimpiai Tanács 1 millió dollárt (mintegy 740 000 amerikai dollárt) ítélt meg számára a Több millió dolláros díj program (MAP) keretében, amelynek 20%-át át kellett utalnia a Szingapúri Úszószövetségnek a jövőbeni edzések, képzések fedezetéül.
Hazatérésekor Szingapúrban nagyszabású utcai parádét tartottak a tiszteletére. A Swim Swam magazin a 2016-os teljesítménye alapján a világ 10 legjobb úszója közé sorolta többek közt Hosszú Katinka, Katie Ledecky és Adam Peaty társaságában.
A 2017-es úszó-világbajnokságon három számban indult a budapesti eseményen. 50 méteres pillangóúszásban kétszer javította meg az Ázsia-rekordot, a döntőben 22,95 másodperces idővel az 5. helyen végzett. A 100 méteres pillangóúszás döntőjében bronzérmet szerzett, a brit James Guyjal azonos, 50,83-as idővel.
A 2017-es Délkelet-ázsiai Játékokon négy földrészi rekordot döntött meg és hat aranyérmet nyert összesen, beleértve a váltóval elért eredményeket is.
A 2018-as Ázsia-játékokon három egyéni és három váltószámban indult. Megvédte négy évvel korábban szerzett bajnoki címét 100 méteres pillangóúszásban, 51,04-es ideje pedig új Ázsia-rekordot jelentett. 50 méter pillangóúszásban szintén aranyérmes lett.

## Magánélete, családja
Joseph Schooling Szingapúrban született és nőtt fel, negyedik generációs szingapúriként. May és Colin Schooling egyetlen gyermeke, eurázsiai származású. Édesanyja malajziai kínai, aki Perak színeiben profi teniszező volt.  Édesapja szingapúri születésű üzletember, a Raffles Intézetben végezte tanulmányait, fiatal korában vízilabdázott, és profi softballjátékos volt. Dédnagyapja, Lloyd Valberg volt Szingapúr első olimpikonja az 1948-as olimpián. Nagyapja brit katonatiszt volt, aki egy portugál-eurázsiai származású nőtt vett feleségül.
Tanulmányait Szingapúrban kezdte, majd 2009-ben, 14 évesen az Egyesült Államokba költözött és ott a Jacksonville-i Bolles School tanulója lett. 2010-ben azzal a Sergio Lopez Miro vezetésével kezdte meg a felkészüléseit, aki később a szingapúri úszóválogatott edzője is lett. 2014-ben, miután befejezte a középiskolát, beiratkozott a Texasi Egyetemre.
2016 októberében állami kitüntetést kapott az olimpián elért eredménye jutalmául, aminek következtében Szingapúr első ötkarikás bajnoka lett.
2017. augusztus 7-én egy orchidea fajtát neveztek el róla (Dendrobium Joseph Schooling), amely egy "erőteljes és szabadon virágzó" hibrid növény, sárga és kissé csavart szirmokkal.
2018. június 27-én saját úszóiskolát hozott létre Swim Schooling néven, amelyet édesanyja vezet.

## Díjai, kitüntetései
- The Straits Times, az év embere-díj: 2016[31][32]
- The Straits Times, az év sportolója-díj: 2014, 2016[33]
- Az év sportolója Szingapúrban: 2012, 2015, 2016, 2017, 2018, 2019[34][35][36]